# Bischofsheim (Assia)
Bischofsheim è un comune tedesco di 13 176 abitanti,, situato nel land dell'Assia.

## Storia

### Simboli
Lo stemma è stato adottato il 27 ottobre 1926. Nello scudo è rappresentato il leone simbolo dell'Assia; nella parte inferiore sono presenti due cerchi collegati da un arco visibili su un sigillo di corte di Bischofsheim del 1582 e identificati come un paio di occhiali.